# NBSニュース
『NBSニュース』（エヌビーエスニュース）は、長野放送（NBS）で放送されている報道番組。

## 概要
1969年4月1日のNBS開局と同時に放送開始。2016年現在では平日21時前にローカルニュースを、週末21時前に全国ニュースを放送している。
1990年代前後まで、21:54 - 22:00のローカルニュースを『NBSニュースショット』、22:54 - 23:00のローカルニュースを『NBSニュースビート』と題していたが、その後『NBSニュース』に一本化。現在、ローカルニュースは平日の20:54 - 21:00のみとなっている。放送開始から昼枠も設けていたが、現在は消滅している。
日曜昼に放送されていた『産経テレニュースFNN』の差し替えタイトルとして使用されていた。

## 放送時間
2018年時点
- 月曜 - 木曜：20:54 - 21:00（長野県内ニュース＋天気予報）
  - 以上の番組は『NBSニュース&天気予報』として放送。

## 夕方ワイドニュースとしての『NBSニュース』
1978年10月2日から1982年4月2日まで夕方ワイドニュースとして放送されていたこともある。放送時間は平日の18:45 - 19:00 (JST) 、キャスターは当時のNBS男性アナウンサーのシフト勤務であった。
15分間という短い時間での放送となったのは、1978年当時には夕方ワイドニュースを編成できるほどの取材設備が整っていなかったためである。結果、1978年9月29日まで5分番組だったのを天気予報を含めた15分の番組に小規模拡大させたわけである。かつての全国ニュース枠だった18:30 - 18:45の枠には関東ローカル枠である『FNNニュースレポート6:30』を放送して対処した。
この番組を放送している間に、16mmフィルムからVTR（ENG）による取材へ移行し、取材用ヘリコプターが導入されて空撮による生中継が可能になるなど、大型の夕方ワイドニュースを編成できる環境が整った。これを機に、NBSは1982年4月2日限りで同タイトルでのワイドニュースを終了させ、同年4月5日に『NBSイブニング630』をスタートさせた。
このころの上記ワイドニュース・スポットニュースはフランシス・プーランク作曲・「フランス組曲」より第3曲「小さな軍隊行進曲」を主題歌に使用していた。